# Проземлянский сельсовет
Проземлянский сельсовет — административная единица на территории Чашникского района Витебской области Белоруссии. Административный центр — агрогородок Проземле.

## Состав
Проземлянский сельсовет включает 28 населённых пунктов:
- Бор — деревня
- Браздецкая Слобода — деревня
- Бусово — деревня
- Варки — деревня
- Васьковщина — деревня
- Вишеньки — деревня
- Даниловка — деревня
- Дворец — агрогородок
- Деревня — деревня
- Должица — деревня
- Жестянка — деревня
- Зазерица — деревня
- Залесье — деревня
- Замошье — деревня
- Запружаны — деревня
- Заречная Слобода — деревня
- Коптевичи — деревня
- Моковичи — деревня
- Новосады — деревня
- Новоселово — деревня
- Паулье — деревня
- Проземле — агрогородок
- Руть — деревня
- Тараски — деревня
- Тяпино — деревня
- Ульяновка — деревня
- Шараи — деревня
- Яново — деревня